# 萊頓大學排名
萊頓大學排名（CWTS Leiden Ranking）是一個依照文献计量指标建立的全球大學排名系統，由荷蘭的萊頓大學科學技術中心（Centrum voor Wetenschap en Technologische Studies，縮寫：CWTS）發佈，其數據來自湯森路透旗下的科学网。第一版的萊頓大學排名發佈于2007年，到2014年已有750所大學列入其中。

## 外部連接
- Website of the CWTS Leiden Ranking （页面存档备份，存于）